# Giải vô địch bóng đá châu Âu 2016 (vòng loại bảng I)

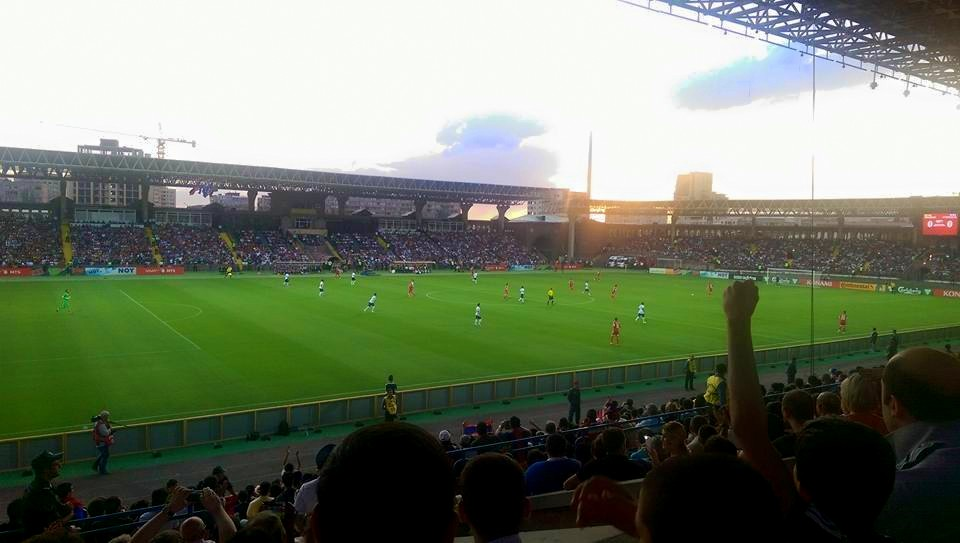
Toàn cảnh trận đấu giữa Armenia và Bồ Đào Nha tại Yerevan, ngày 13 tháng 6 năm 2015

Dưới đây là kết quả các trận đấu trong khuôn khổ bảng I – vòng loại giải vô địch bóng đá châu Âu 2016. Bảng I bao gồm năm đội: Bồ Đào Nha, Đan Mạch, Serbia, Armenia, và Albania, thi đấu trong hai năm 2014 và 2015, theo thể thức lượt đi–lượt về, vòng tròn tính điểm, lấy hai đội đầu bảng tham gia vòng chung kết.

## Bảng xếp hạng
| VT | Đội        | ST | T | H | B | BT | BB | HS | Đ  | Giành quyền tham dự               |     | Bồ Đào Nha | Albania | Đan Mạch | Serbia | Armenia |
| -- | ---------- | -- | - | - | - | -- | -- | -- | -- | --------------------------------- | --- | ---------- | ------- | -------- | ------ | ------- |
| 1  | Bồ Đào Nha | 8  | 7 | 0 | 1 | 11 | 5  | +6 | 21 | Giành quyền vào vòng chung kết    |     | —          | 0–1     | 1–0      | 2–1    | 1–0     |
| 2  | Albania    | 8  | 4 | 2 | 2 | 10 | 5  | +5 | 14 | Giành quyền vào vòng chung kết    |     | 0–1        | —       | 1–1      | 0–2    | 2–1     |
| 3  | Đan Mạch   | 8  | 3 | 3 | 2 | 8  | 5  | +3 | 12 | Giành quyền vào trận tranh vé vớt |     | 0–1        | 0–0     | —        | 2–0    | 2–1     |
| 4  | Serbia     | 8  | 2 | 1 | 5 | 8  | 13 | −5 | 4  |                                   |     | 1–2        | 0–3     | 1–3      | —      | 2–0     |
| 5  | Armenia    | 8  | 0 | 2 | 6 | 5  | 14 | −9 | 2  |                                   | 2–3 | 0–3        | 0–0     | 1–1      | —      |         |

1. 1 2 3  Serbia bị xử thua 3–0 sau vụ ẩu đả trong trận đấu với Albania, và bị trừ 3 điểm đồng thời phải thi đấu 2 trận sắp tới ở vòng loại Euro 2016 mà không có sự cổ vũ của khán giả.[4]

## Các trận đấu
Lịch thi đấu của bảng I đã được quyết định sau cuộc họp tại Nice, Pháp vào ngày 23 tháng 2 năm 2014. Giờ địa phương là CET/CEST, như được liệt kê bởi UEFA (giờ địa phương trong ngoặc đơn).
| Đan Mạch                      | 2–1      | Armenia        |
| ----------------------------- | -------- | -------------- |
| Højbjerg 65' · Kahlenberg 80' | Chi tiết | Mkhitaryan 50' |

| Bồ Đào Nha | 0–1      | Albania   |
| ---------- | -------- | --------- |
|            | Chi tiết | Balaj 52' |

| Armenia        | 1–1      | Serbia       |
| -------------- | -------- | ------------ |
| Arzumanyan 73' | Chi tiết | Z. Tošić 89' |

| Albania     | 1–1      | Đan Mạch |
| ----------- | -------- | -------- |
| Lenjani 38' | Chi tiết | Vibe 81' |

| Đan Mạch | 0–1      | Bồ Đào Nha    |
| -------- | -------- | ------------- |
|          | Chi tiết | Ronaldo 90+5' |

| Serbia | 0–3 Xử thắng | Albania |
| ------ | ------------ | ------- |
|        | Chi tiết     |         |

| Bồ Đào Nha  | 1–0      | Armenia |
| ----------- | -------- | ------- |
| Ronaldo 72' | Chi tiết |         |

| Serbia      | 1–3      | Đan Mạch                     |
| ----------- | -------- | ---------------------------- |
| Z. Tošić 4' | Chi tiết | Bendtner 60', 85' · Kjær 62' |

| Albania                | 2–1      | Armenia          |
| ---------------------- | -------- | ---------------- |
| Mavraj 77' · Gashi 81' | Chi tiết | Mavraj 4' (l.n.) |

| Bồ Đào Nha                  | 2–1      | Serbia    |
| --------------------------- | -------- | --------- |
| Carvalho 10' · Coentrão 63' | Chi tiết | Matić 61' |

| Armenia                   | 2–3      | Bồ Đào Nha                    |
| ------------------------- | -------- | ----------------------------- |
| Pizzelli 14' · Mkoyan 72' | Chi tiết | Ronaldo 29' (ph.đ.), 55', 58' |

| Đan Mạch                        | 2–0      | Serbia |
| ------------------------------- | -------- | ------ |
| Y. Poulsen 13' · J. Poulsen 87' | Chi tiết |        |

| Đan Mạch | 0–0      | Albania |
| -------- | -------- | ------- |
|          | Chi tiết |         |

| Serbia                              | 2–0      | Armenia |
| ----------------------------------- | -------- | ------- |
| Hayrapetyan 22' (l.n.) · Ljajić 53' | Chi tiết |         |

| Armenia | 0–0      | Đan Mạch |
| ------- | -------- | -------- |
|         | Chi tiết |          |

| Albania | 0–1      | Bồ Đào Nha   |
| ------- | -------- | ------------ |
|         | Chi tiết | Veloso 90+2' |

| Albania | 0–2      | Serbia                       |
| ------- | -------- | ---------------------------- |
|         | Chi tiết | Kolarov 90+1' · Ljajić 90+4' |

| Bồ Đào Nha   | 1–0      | Đan Mạch |
| ------------ | -------- | -------- |
| Moutinho 66' | Chi tiết |          |

| Armenia | 0–3      | Albania                                            |
| ------- | -------- | -------------------------------------------------- |
|         | Chi tiết | Hovhannisyan 9' (l.n.) · Djimsiti 23' · Sadiku 76' |

| Serbia       | 1–2      | Bồ Đào Nha             |
| ------------ | -------- | ---------------------- |
| Z. Tošić 65' | Chi tiết | Nani 5' · Moutinho 78' |

## Các trận đấu giao hữu
Pháp được phép thi đấu giao hữu với các đội ở bảng này nếu đội tuyển đó nghỉ. Kết quả các trận đấu giao hữu này không được tính vào bảng đấu chính thức.
| Serbia      | 1–1      | Pháp      |
| ----------- | -------- | --------- |
| Kolarov 80' | Chi tiết | Pogba 13' |

| Pháp                   | 2–1      | Bồ Đào Nha           |
| ---------------------- | -------- | -------------------- |
| Benzema 3' · Pogba 69' | Chi tiết | Quaresma 77' (ph.đ.) |

| Armenia | 0–3      | Pháp                                         |
| ------- | -------- | -------------------------------------------- |
|         | Chi tiết | Rémy 7' · Gignac 55' (ph.đ.) · Griezmann 84' |

| Pháp          | 1–1      | Albania    |
| ------------- | -------- | ---------- |
| Griezmann 73' | Chi tiết | Mavraj 40' |

| Pháp                       | 2–0      | Đan Mạch |
| -------------------------- | -------- | -------- |
| Lacazette 14' · Giroud 38' | Chi tiết |          |

| Albania  | 1–0      | Pháp |
| -------- | -------- | ---- |
| Kaçe 43' | Chi tiết |      |

| Bồ Đào Nha | 0–1      | Pháp         |
| ---------- | -------- | ------------ |
|            | Chi tiết | Valbuena 85' |

| Pháp            | 2–1      | Serbia       |
| --------------- | -------- | ------------ |
| Matuidi 9', 25' | Chi tiết | Mitrović 39' |

| Pháp                                          | 4–0      | Armenia |
| --------------------------------------------- | -------- | ------- |
| Griezmann 35' · Cabaye 55' · Benzema 78', 79' | Chi tiết |         |

| Đan Mạch          | 1–2      | Pháp          |
| ----------------- | -------- | ------------- |
| Sviatchenko 90+1' | Chi tiết | Giroud 4', 6' |

## Danh sách cầu thủ ghi bàn

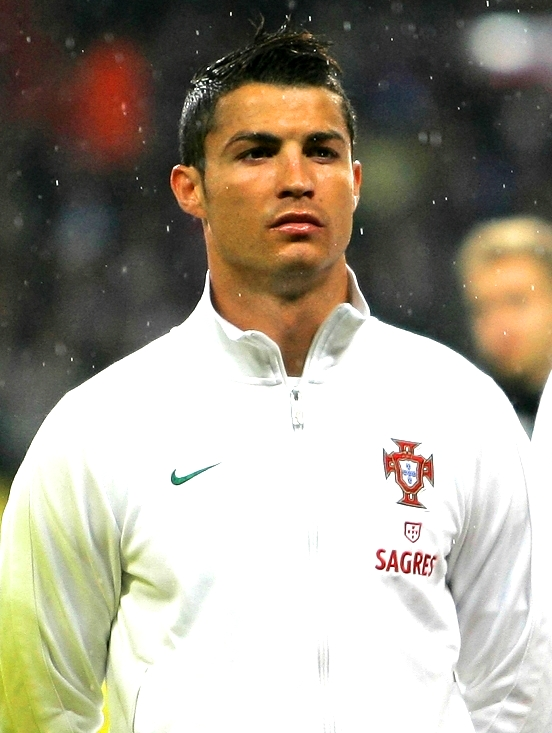
Tiền đạo Bồ Đào Nha Cristiano Ronaldo dẫn đầu danh sách với 5 bàn thắng

Chú thích: Không tính các trận đấu giao hữu.
5 bàn
- Cristiano Ronaldo

3 bàn
- Zoran Tošić

2 bàn
- Nicklas Bendtner
- João Moutinho
- Adem Ljajić

1 bàn
- Bekim Balaj
- Berat Djimsiti
- Shkëlzen Gashi
- Ermir Lenjani
- Mërgim Mavraj
- Armando Sadiku
- Robert Arzumanyan
- Henrikh Mkhitaryan
- Hrayr Mkoyan
- Marcos Pizzelli
- Pierre Højbjerg
- Thomas Kahlenberg
- Simon Kjær
- Jakob Poulsen
- Yussuf Poulsen
- Lasse Vibe
- Ricardo Carvalho
- Fábio Coentrão
- Nani
- Miguel Veloso
- Aleksandar Kolarov
- Nemanja Matić

phản lưới nhà
- Mërgim Mavraj (trong trận gặp Armenia)
- Levon Hayrapetyan (trong trận gặp Serbia)
- Kamo Hovhannisyan (trong trận gặp Albania)

## Kỷ luật
1 cầu thủ được tự động bị treo giò trận tới những tội sau đây:
- Nhận thẻ đỏ (hệ thống treo thẻ đỏ có thể được mở rộng cho tội phạm nghiêm trọng)
- Nhận 3 thẻ vàng trong 3 trận đấu khác nhau, cũng như sau khi thứ năm và bất kỳ thẻ vàng sau (hệ thống treo thẻ vàng được chuyển sang vòng play-off, nhưng không phải là trận chung kết hoặc bất kỳ trận đấu quốc tế khác trong tương lai)

Các hệ thống treo sau đã (hoặc sẽ) phục vụ trong các trận đấu vòng loại:
| Đội        | Cầu thủ                 | Vi phạm                                                                                            | Bị treo giò trận đấu               |
| ---------- | ----------------------- | -------------------------------------------------------------------------------------------------- | ---------------------------------- |
| Albania    | Ansi Agolli             | v Serbia (14 tháng 10 năm 2014) · v Đan Mạch (4 tháng 9 năm 2015) · v Serbia (8 tháng 10 năm 2015) | v Armenia (11 tháng 10 năm 2015)   |
| Armenia    | Hovhannes Hambardzumyan | v Albania (29 tháng 3 năm 2015)                                                                    | v Bồ Đào Nha (13 tháng 6 năm 2015) |
| Bồ Đào Nha | Tiago                   | v Armenia (13 tháng 6 năm 2015)                                                                    | v Albania (7 tháng 9 năm 2015)     |

Huấn luyện viên tuyển Bồ Đào Nha Fernando Santos bị cấm chỉ đạo 8 trận ở vòng loại Euro 2016 do ông có những phản ứng kịch liệt với các trọng tài trong trận Hy Lạp gặp Costa Rica ở vòng 16 đội World Cup 2014 khi còn dẫn dắt đội tuyển Hy Lạp. Nhưng đến ngày 23 tháng 3 năm 2015, Ủy ban kỷ luật của UEFA đưa ra quyết định giảm án xuống còn 2 trận, nghĩa là ông bị cấm chỉ đạo hai trận gặp Serbia (29 tháng 3 năm 2015) và Armenia (13 tháng 6 năm 2015).